# Киселёв, Сергей Александрович
Серге́й Алекса́ндрович Киселёв (род. 5 мая 1978 года, Горький, Горьковская область, РСФСР, СССР) — российский  хоккеист.

## Биография
Воспитанник горьковской хоккейной школы, с 1994 года вошёл в состав клуба «Торпедо» (игравшего в Межнациональной хоккейной лиге) и «Торпедо-2» (в Российская хоккейная лига (1996—1999)|РХЛ). После сезона 1996/1997, в течение которого играл за заволжский «Мотор», вернулся в областной центр, в «торпедовские» коллективы (в сезоне 1998/1999 «Торпедо» завоевало право выступать в Суперлиге).
В сезоне 2000/2001 перешёл в состав воскресенского «Химика» и до 2007 года в основном представлял клубы высшей и первой лиг российского чемпионата — кирово-чепецкую «Олимпию» (2002—2004), «Дмитров» (2004/2005), «Белгород» (2005/2006) и саратовский «Кристалл» (2005—2007).
В сезоне 2004/2005 впервые принял участие в чемпионате Белоруссии в составе минского «Динамо». В период с 2007 по 2010 годы играл в чемпионате Белоруссии в составе могилёвского клуба «Химволокно».
С 2012 года тренирует юношеские команды Нижнего Новгорода.